# Железнодорожная линия Чернигов — Овруч
Участок Чернигов — Овруч (укр. Дільниця Чернігів — Овруч), также — Чернобыльская железная дорога (укр. Чорнобильська залізниця) — однопутная частично электрифицированная железнодорожная линия длиной 177,5 км и шириной колеи 1520 мм, относящаяся к Юго-Западной железной дороге часть широтного хода, связывающего северо-восточные и северо-западные области Украины.

## История строительства
Участок строился с 1928 года в рамках программы восстановления, модернизации и развития Юго-Западной железной дороги. В 1930 году было открыто движение поездов по участку.
Именно наличие железнодорожной линии Чернигов — Овруч послужило одной из главных причин в выборе площадки под строительство ЧАЭС

## Станции участка
По состоянию на 1986 год на участке располагались станции и остановочные пункты в таком порядке:
- Чернигов (участковая, 1 класса, код ЕСР 325000),
- Белоус (ныне о. п. Белоус),
- о. п. Левковичи,
- Жукотки (промежуточная, 5 класса) с ответвлением на
- Жидиничи (промежуточная, 3 класса, код ЕСР 324900) и полигон Гончаровское,
- Малейки (промежуточная, 5 класса, код ЕСР 324807),
- о. п. Демейка,
- р-д. Нерафа (ныне станция Славутич, промежуточная, 3 класса, код ЕСР 324718),
- Неданчичи (промежуточная, 5 класса, код ЕСР 324703),
- Иолча (промежуточная, 5 класса, код ЕСР 324707),
- о. п. Капоранка (ныне станция Пересадочная, недействующая),
- о. п. Колыбань (недействующий),
- Посудово (недействующая),
- о. п. Машеве (недействующий),
- р-д. Зимовище (недействующий),
- о. п. Семиходы (ныне станция Семиходы, промежуточная, 5 класса, код ЕСР 324704),
- Янов (недействующая),
- о. п. Шепеличи (недействующий),
- о. п. Бураковка (недействующий),
- о. п. Красница (недействующий),
- Толстый Лес (недействующая),
- о. п. Кливины (недействующий),
- о. п. Павловичи (недействующий),
- Вильча (промежуточная, 5 класса, код ЕСР 347005),
- о. п. Ольховая,
- Рача (промежуточная, 5 класса, код ЕСР 346900, законсервирована),
- о. п. Тычков,
- о. п. Нивки,
- о. п. Гусаровка,
- о. п. Грезля,
- Овруч (участковая, 2 класса, код ЕСР 346806).

## До аварии на Чернобыльской АЭС
Участок Чернигов — Иолча принадлежал Киевскому отделению (НОД-1) Юго-Западной железной дороги. Участок Янов — Овруч принадлежал Коростенскому (НОД-4) отделению Юго-Западной железной дороги.

### Тяговое обслуживание
На станции Янов располагался пункт технического обслуживания локомотивов (ПТОЛ), ранее — паровозное депо. 
После поступления в 1969 году в локомотивное депо Чернигов тепловозов участок постепенно был переведен на тепловозную тягу и обслуживался тепловозами ТЭ3 и бригадами локомотивного депо Коростень с грузовыми поездами на тяговом плече Коростень — Овруч — Чернигов. Локомотивные бригады депо Чернигов обслуживали тепловозами ТЭ3 сборные поезда на участке Чернигов — Янов.
Пассажирские поезда первоначально обслуживались тепловозами ТЭ3, с последующим переходом на ТЭ7 .
Маневровую работу на станциях участка выполняли тепловозы ЧМЭ3 приписки депо Чернигов.
Пригородные поезда обслуживались дизель—поездами ДР1П приписки депо  Коростень и локомотивными бригадами депо Чернигов на участке Чернигов — Янов и депо Коростень на участке Янов — Овруч — Коростень.

### Грузовая работа
Станция Янов обслуживала подъездные пути ГСП ЧАЭС, складов ОРСа, нефтебазы и др.
На станции Неданчичи был пункт перегрузки с торфовозной узкоколейной железной дороги шириной колеи 750 мм, разветвленная сеть которой располагалась к югу. 
К 1988 году комплексным планом экономического и социального развития Юго-Западной железной дороги предполагалось предусмотреть пропуск грузовых поездов повышенного веса и длины на участке Овруч — Коростень (по три соединённых гружёных поезда весом 6 тысяч тонн в обоих направлениях).
К 1986 году уже выполнялись экспериментальные поездки.

### Пассажирская работа
По участку ходил пассажирский поезд № 191/192 Москва — Хмельницкий
| Приб                     | Ст                       | Отпр                     | Станция               | Приб                     | Ст                       | Отпр                     |
| ------------------------ | ------------------------ | ------------------------ | --------------------- | ------------------------ | ------------------------ | ------------------------ |
| Москва-Хмельницкий № 191 | Москва-Хмельницкий № 191 | Москва-Хмельницкий № 191 |                       | Хмельницкий-Москва № 192 | Хмельницкий-Москва № 192 | Хмельницкий-Москва № 192 |
| Общ. вр. в пути 21:36    | Общ. вр. в пути 21:36    | Общ. вр. в пути 21:36    |                       | Общ. вр. в пути 20:53    | Общ. вр. в пути 20:53    | Общ. вр. в пути 20:53    |
| ЕЖЕДНЕВНО                |                          |                          |                       |                          |                          |                          |
|                          |                          | 15:48                    | Москва-Пасс.-Киевская | 11:31                    |                          |                          |
| 4:51                     | 0:23                     | 5:14                     | Чернигов              | 21:20                    | 0:18                     | 21:38                    |
| 5:47                     | 0:02                     | 5:49                     | Малейки               |                          |                          |                          |
| 6:13                     | 0:05                     | 6:18                     | Неданчичи             |                          |                          |                          |
| 6:31                     | 0:02                     | 6:33                     | Йолча                 |                          |                          |                          |
| 6:50                     | 0:02                     | 6:52                     | Посудово              |                          |                          |                          |
| 7:15                     | 0:05                     | 7:20                     | Янов                  | 19:43                    | 0:07                     | 19:50                    |
| 7:45                     | 0:01                     | 7:46                     | Толстый Лес           |                          |                          |                          |
| 8:07                     | 0:02                     | 8:09                     | Вильча                | 18:57                    | 0:03                     | 19:00                    |
| 8:23                     | 0:01                     | 8:24                     | Рача                  | 18:43                    | 0:01                     | 18:44                    |
| 8:57                     | 0:03                     | 9:00                     | Овруч                 | 18:02                    | 0:06                     | 18:08                    |
| ??:??                    |                          |                          | Хмельницкий           |                          |                          | ??:??                    |

Согласно расписанию 1985/1986 годов, действовавшему на момент аварии на ЧАЭС, на участке курсировали пригородные дизель-поезда́:
| № поезда | Сообщение        | Приб  | Отпр  |
| -------- | ---------------- | ----- | ----- |
| 6852     | Янов — Чернигов  |       | 4:47  |
| 6851     | Чернигов — Янов  | 6:43  |       |
| 6452     | Овруч — Янов     | 7:18  |       |
| 6453     | Янов — Овруч     |       | 8:00  |
| 6854     | Янов — Чернигов  |       | 9:00  |
| 6853     | Чернигов — Янов  | 10:58 |       |
| 6454     | Коростень — Янов | 11:45 |       |
| 6856     | Янов — Чернигов  |       | 17:30 |
| 6457?    | Янов — Коростень |       | 17:45 |
| 6855     | Чернигов — Янов  | 19:30 |       |
| 6858     | Янов — Чернигов  |       | 21:28 |
| 6857     | Чернигов — Янов  | 22:30 |       |

## В период ликвидации
С 29 апреля 1986 года закрыта для эксплуатации станция Янов.
После аварии на станции Вильча с 3 путями развернулись основные грузовые работы. Разгружался цемент, железобетон, трубы, оборудование и механизмы для ликвидации последствий аварии на ЧАЭС.

### Реконструкция станций
После аварии на ЧАЭС для обеспечения перевозочного процесса в образовавшейся зоне, подвоза грузов для ликвидации последствий аварии, доставки персонала атомной станции, работников подрядных организаций был выполнен целый комплекс работ по реконструкции путевого развития участка Чернигов — Овруч.
- Возведен пункт дезактивации подвижного состава на 42-м километре участка Овруч — Вильча.
- В районе о. п. Нерафа в новом городе Славутич построена одноименная станция. Введена остановка возле промбазы города — о. п. Пос. Лесной.
- В районе о. п. Капоранка построена станция Пересадочная с устройствами для дезактивации подвижного состава, пассажирскими платформами для пересадки из электропоездов Славутич — Пересадочная на электропоезда, курсировавшие по участку со значительным радиационным загрязнением Пересадочная — Семиходы. С 1991 года в связи со снижением уровней радиоактивного загрязнения на участке Пересадочная — Семиходы станция Пересадочная закрыта, дезактивационное оборудование демонтировано, а электропоезда курсируют на участке Славутич — Семиходы без пересадки пассажиров.
- Построен 3 путный разъезд Зимовище.
- О. п. Семиходы перестроен и в ноябре 1987 года введена в эксплуатацию одноимённая станция с четырьмя путями возле двух платформ в закрытых павильонах для посадки-высадки работников ГСП ЧАЭС и подрядных организаций в электропоезда.

### Электрификация
В 1986 — 1987 году произведена электрификация участка Чернигов — Славутич — Семиходы — Янов на переменном токе 25 кВ. Локомотивное депо Чернигов приспособлено для обслуживания электропоездов, смонтирован моечный комплекс, где, как и на станции Пересадочная, производилась дезактивация электропоездов.
В 1999 году, с завершением электрификации линии Чернигов — Нежин, электрифицированный участок Чернигов — Семиходы перестал быть обособленным.
В настоящее время контактная сеть на станции Янов не используется и частично демонтирована на самой станции и на перегоне Янов — Семиходы.

## Современное состояние
После аварии на ЧАЭС в составе Киевского отделения НОД-1, а затем Киевской дирекции железнодорожных перевозок ДН-1 Юго-Западной железной дороги находится участок Чернигов — Семиходы.
В составе Коростенского отделения НОД-4 (ныне — дирекции железнодорожных перевозок ДН-4) Юго-Западной железной дороги находится участок Вильча-Овруч.
Участок Семиходы — Вильча находится в ведении структурного подразделения Администрации зоны отчуждения — Государственного Предприятия «Чернобыльсервис».
Участок Чернигов — Славутич — Семиходы оборудован автоматической блокировкой с АЛСО.
Путевое хозяйство, мосты, в том числе через реки Днепр и Припять, на участке Чернигов — Семиходы обслуживает Черниговская дистанция пути (ПЧ-10), контактную сеть — Черниговская дистанция энергоснабжения (ЭЧ-9). Устройства сигнализации и связи на участке обслуживает Нежинская дистанция сигнализации и связи (ШЧ-11).
Станция Иолча (территория Республики Беларусь) находится в подчинении Юго-Западной железной дороги. На станции установлено дневное дежурство дежурного по станции, на ночь она передается на диспетчерское управление. Работники станции, в том числе начальник, дежурные по станции являются гражданами Украины.
Станция Семиходы находится на диспетчерском управлении.

### Тяговое обслуживание и грузовая работа

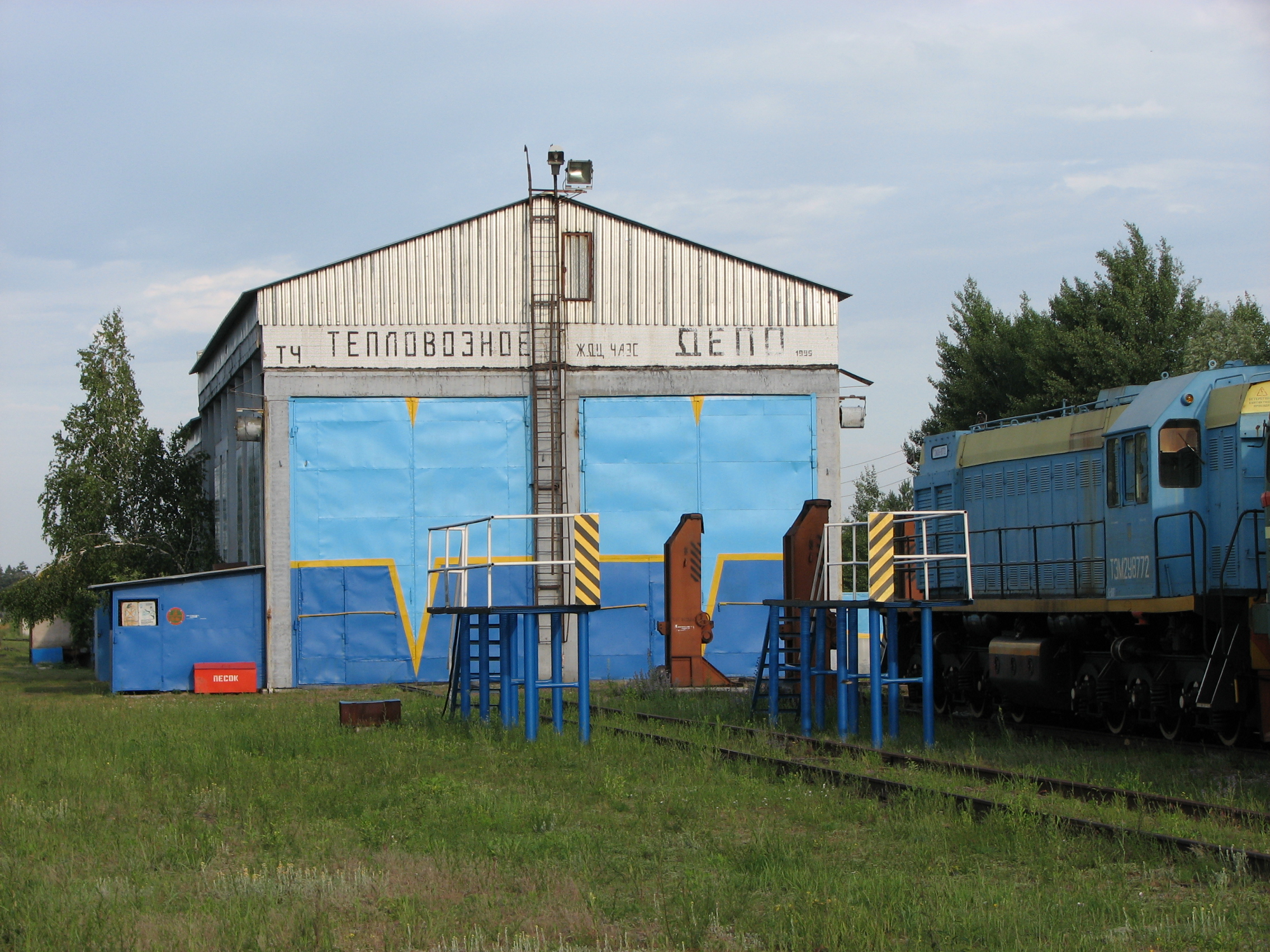
Тепловозное депо ЖДЦ ЧАЭС

Манёврово-вывозная работа на участке Чернигов — Иолча обеспечивается локомотивными бригадами и тепловозами М62, 2М62У депо Чернигов, парк которого пополнился локомотивами указанных серий в 1987 году и в 1988—1990 годах, соответственно, а также тепловозами ЧМЭ3.
Манёврово-вывозная работа на участке Овруч — Вильча обеспечивается локомотивными бригадами и тепловозами М62, 2М62 и ЧМЭ3 депо Коростень.
На станции Янов имелось депо, подчиненное Государственному Предприятию «Чернобыльсервис». Локомотивы этого депо выполняли манёврово-вывозную работу на участке Янов — Вильча. В приписном парке Предприятию «Чернобыльсервис» находятся тепловозы серий ТЭМ2, ТЭМ2М, ТЭМ2УМ, ТГМ4 кран на железнодорожном ходу КДЭ.

На станции находятся отставленные от эксплуатации в связи со значительным радиоактивным загрязнением тепловозы ТГМ4, ТГМ23, ТГМ23Б, ТЭ7, ТЭМ1, ТГМ1, ТГК2, ТГМ6А. вагоны дизель-поездов ДР1П, краны на железнодорожном ходу КДЭ.
Проведенные мероприятия по ремонту пути на участке от Янова до о.п. Буряковка позволяют его использование для транспортировки РАО с промплощадки Чернобыльской АЭС на ПЗРО «Буряковка». 3 марта 2010 года полностью освобожден склад свежего ядерного топлива (СЯТ) ЧАЭС и 68 ТВС были перегружены в спецсостав на станции Вильча.
К станции Неданчичи примыкает подъездной путь от локомотивного депо транспортного цеха ГСП ЧАЭС — ТЧ ЖДЦ ЧАЭС. Депо имеет  комплекс устройств для выполнения технического обслуживания 2-го объёма (ТО-2) тепловозам приписного парка. В приписном парке находятся тепловозы серии ТЭМ2У, ТЭМ2УМ, ТЭМ18, ТГМ4, ДМ62.
 
На участке Овруч — Вильча до 2007 года курсировали грузопассажирские поезда.

### Пассажирская работа
На участке Славутич — Семиходы для обслуживания персонала ГСП ЧАЭС и подрядных организаций курсируют арендованные Государственным Предприятием «Чернобыльсервис» у депо Чернигов Юго-Западной железной дороги электропоезда серии ЭР9Т сообщением Славутич — Семиходы (2—4 пары в зависимости от дня недели).
На участке Чернигов — Неданчичи и Чернигов — Иолча ежедневно курсирует три, а по выходным — четыре пары электропоездов, приписки к депо Чернигов.

### Последние данные
9 июля 2021 года линия полностью восстановлена. Завершена прокладка нового пути между станциями Вильча и Янов.
29 июля 2021 года состоялось торжественное открытие движения и проезд тестового поезда по участку.

### Карты
- Участок на Яндекс. Картах
- Карта ЮЗЖД на официальном сайте Юго-Западной железной дороги
- Лист карты M-35-VI Хойники. Масштаб: 1 : 200 000. Состояние местности на 1986 год. Издание 1990 г.
- Лист карты M-36-I Припять. Масштаб: 1 : 200 000. Состояние местности на 1983-86 год. Издание 1986 г.